# Radek Juška
Radek Juška, född 8 mars 1993, är en tjeckisk friidrottare som tävlar i längdhopp.

## Karriär
Vid inomhuseuropamästerskapen i friidrott 2015 tog Juška brons i längdhopp.